# 1977-es Formula–1 kanadai nagydíj
A kanadai nagydíj volt az 1977-es Formula–1 világbajnokság tizenhatodik futama.

## Futam
| Helyezés | #  | Versenyző             | Csapat/Motor       | Körök | Idő/Kiesés oka      | Rajthely | Pontszám |
| -------- | -- | --------------------- | ------------------ | ----- | ------------------- | -------- | -------- |
| 1        | 20 | Jody Scheckter        | Wolf-Ford          | 80    | 1:40:00,0           | 9        | 9        |
| 2        | 4  | Patrick Depailler     | Tyrrell-Ford       | 80    | +6,77               | 6        | 6        |
| 3        | 2  | Jochen Mass           | McLaren-Ford       | 80    | +15,76              | 5        | 4        |
| 4        | 17 | Alan Jones            | Shadow-Ford        | 80    | +46,69              | 7        | 3        |
| 5        | 23 | Patrick Tambay        | Ensign-Ford        | 80    | +1:03,26            | 16       | 2        |
| 6        | 19 | Vittorio Brambilla    | Surtees-Ford       | 78    | Baleset             | 15       | 1        |
| 7        | 14 | Danny Ongais          | Team Penske-Ford   | 78    | +2 kör              | 22       |          |
| 8        | 9  | Alex Ribeiro          | March-Ford         | 78    | +2 kör              | 23       |          |
| 9        | 5  | Mario Andretti        | Lotus-Ford         | 77    | Motorhiba           | 1        |          |
| 10       | 16 | Riccardo Patrese      | Shadow-Ford        | 76    | Kicsúszás           | 8        |          |
| 11       | 30 | Brett Lunger          | McLaren-Ford       | 76    | Motorhiba           | 20       |          |
| 12       | 21 | Gilles Villeneuve     | Ferrari            | 76    | Erőátvitel          | 17       |          |
| Kiesett  | 1  | James Hunt            | McLaren-Ford       | 61    | Baleset             | 2        |          |
| Kiesett  | 27 | Patrick Nève          | March-Ford         | 56    | Motorhiba           | 21       |          |
| Kiesett  | 3  | Ronnie Peterson       | Tyrrell-Ford       | 34    | Üzemanyag szivárgás | 3        |          |
| Kiesett  | 24 | Rupert Keegan         | Hesketh-Ford       | 32    | Baleset             | 25       |          |
| Kiesett  | 18 | Hans Binder           | Surtees-Ford       | 31    | Baleset             | 24       |          |
| Kiesett  | 10 | Ian Scheckter         | March-Ford         | 29    | Motorhiba           | 18       |          |
| Kiesett  | 28 | Emerson Fittipaldi    | Fittipaldi-Ford    | 29    | Motorhiba           | 19       |          |
| Kiesett  | 12 | Carlos Reutemann      | Ferrari            | 20    | Üzemanyag rendszer  | 12       |          |
| Kiesett  | 8  | Hans-Joachim Stuck    | Brabham-Alfa Romeo | 19    | Motorhiba           | 13       |          |
| Kiesett  | 6  | Gunnar Nilsson        | Lotus-Ford         | 17    | Baleset             | 4        |          |
| Kiesett  | 26 | Jacques Laffite       | Ligier-Matra       | 12    | Erőátvitel          | 11       |          |
| Kiesett  | 7  | John Watson           | Brabham-Alfa Romeo | 1     | Felfüggesztés       | 10       |          |
| Kiesett  | 22 | Clay Regazzoni        | Ensign-Ford        | 0     | Baleset             | 14       |          |
| NI       | 25 | Ian Ashley            | Hesketh-Ford       |       | Vezetői rosszullét  |          |          |
| NK       | 15 | Jean-Pierre Jabouille | Renault            |       |                     |          |          |

## Statisztikák
Vezető helyen:
- Mario Andretti: 77 (1-60 / 62-78)
- James Hunt: 1 (61)
- Jody Scheckter: 2 (79-80)

Jody Scheckter 7. győzelme, Mario Andretti 8. pole-pozíciója, 7. leggyorsabb köre.
- Wolf 3. győzelme.